# Dipartimento di La Nya Pendé
Il dipartimento di La Nya Pendé è un dipartimento del Ciad facente parte della provincia del Logone Orientale. Il capoluogo è Goré.

## Comuni
Il dipartimento comprende i seguenti comuni:
- Békan
- Donia
- Goré
- Yamodo